# Пинён
Пинён (тадж. Пинён) — посёлок в Айнинском районе Согдийской области Таджикистана.
Административно входит в состав Фондарьинского джамоата.